# Ушковичі
У́шковичі — село в Україні, у Перемишлянській міській об'єднаній територіальній громаді Львівському районі Львівської області.

## Географія
У селі річка Дихтарка впадає у Погиблицю.

## Історія
Перша згадка походить з 1370 р. 8 грудня 1392 р. у Костейові польський король Владислав Ягайло подарував корчму в селі монастиреві Отців Домініканців у Львові, а 8 листопада 1395 р. подарував уже все село. У 1397 р. цей же король перевів маєтності монастиря, у тому числі й Ушковичі, на магдебурзьке право. Впродовж наступного часу село належали львівським домініканцям.

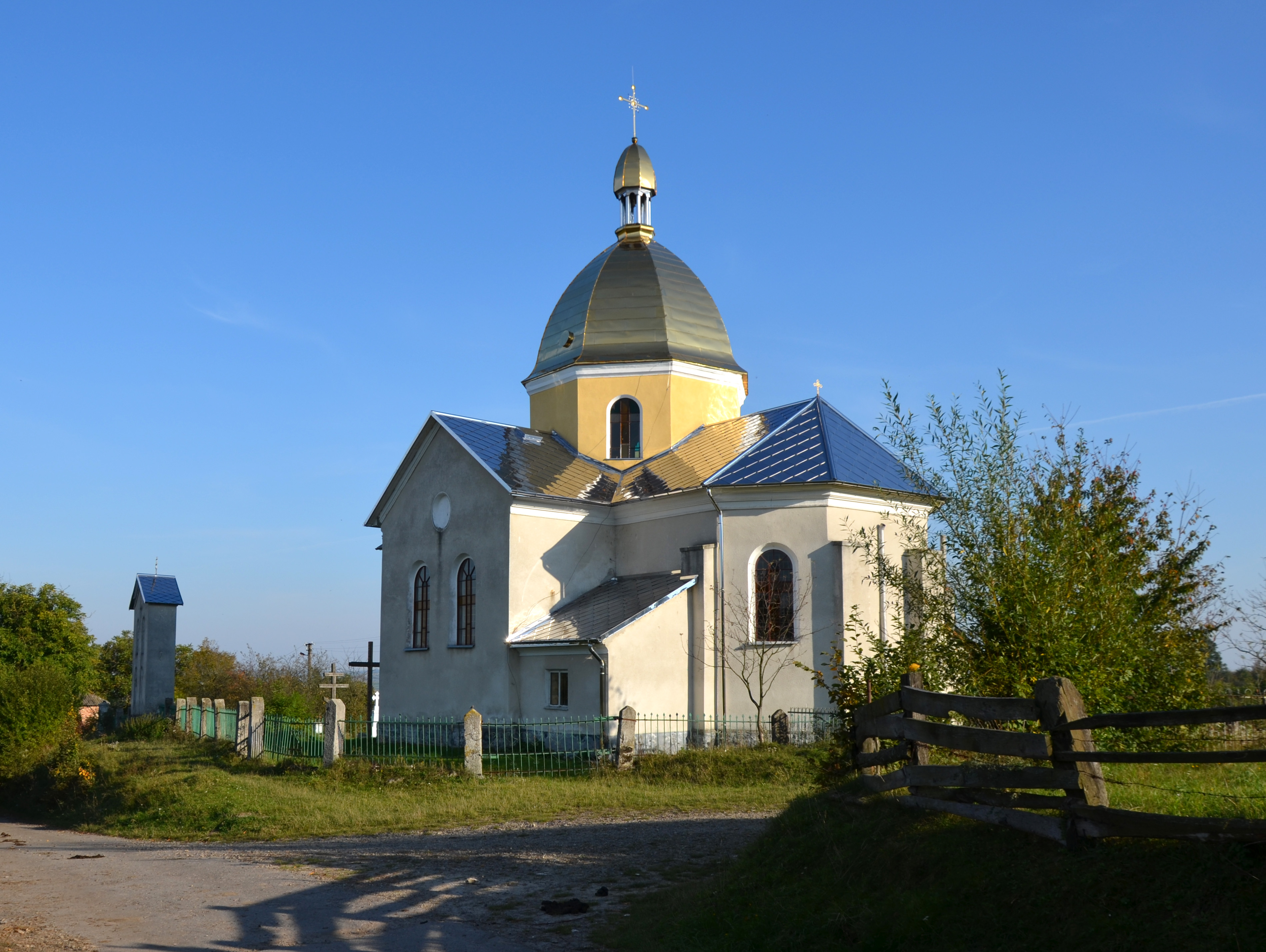
Церква святої Параскеви

З XVIII ст. цим селом над Гнилою Липою володів рід Пєржхалів (Pierzchaly). На початку наступного століття Ушковичі були власністю Андрія Пєржхали (народився в 1744 р.), потім - його сина Ігнація (народився в 1796 р.). Далі маєтність перейшла до його старшої доньки Марії Вибрановської. Вже по ній Ушковичі унаслідував її син, маршалок шляхти Перемишлянського повіту, депутат галицького сейму Станіслав Вибрановський (помер у 1936 р.). Його вдова Яніна з Якса-Малаховських гербу Гриф і володіла селом до вересня 1939 р. 
З кінця XVIII або з початку ХІХ ст. походив невеликий мурований одноповерховий панський будинок, який проіснував до Другої світової війни. Коли двір від Пєржхалів перейшов до Вибрановських, нові господарі розбудували палацик на свій смак, добудувавши над його лівою стороною другий поверх. Через це споруда втратила свій симетричний вигляд. 
У палацику було чимало старовинних меблів. Були й картини (переважно родинні портрети), старе срібло, порцеляна. Та головною родзинкою двору був - раптово! - мурований триповерховий шпихлір, який за віком був на кілька століть старіший за палацик. 
Двір стояв у великому парку з двома газонами. З розповіді старших людей замість маєтку побудували колгосп (збудований ссср).
На 01.01.1939 в селі проживало 1150 мешканців, з них 770 українців-грекокатоликів, 270 українців-латинників, 20 поляків, 50 євреїв, 40 німців.

###### Боротьба ОУН-УПА
31 березня 1949р в селі був вбитий агент -бойовик НКВС  Чіпіжак. У відповідь комуністи виселили із села 2 сім'ї (10 чол)

## Церква Святої Великомучениці Параскевії[4]

### Священство церкви с. Ушкович
Храм Св. Великомучениці Параскевії в с. Ушковичах вперше згадується у 1578 р., церква була дерев’яна. У 1892 р. була вимурувана нова церква. Патрон пан Станіслав Вибриновський (Вибрановський), священником значиться о. Й. Еремович. В 1911 р. священником згадується о. Лев Гаркавий. З 1912 по 1920 рр. парохом в с. Ушковичах служив о. П. Процик. Після нього о. М. Скомарович. Добру пам’ять про себе залишив священник о. Максим Панасюк, який був парохом с. Ушкович у 1923-1938 рр.

### Священник Максим Панасюк і офіцер Віктор Кібальчич
Священник о. Максим був не лише ревним душпастирем, а й палким патріотом. Проводив велику роботу з молоддю, організував роботу читальні "Просвіти" Церква допомагала бідним, давала церковну землю на огороди, допомагала грішми.
Ушковичі пам’ятають зятя о. Панасюка-сотника УГА - Кібальчича. Його могила на сільському цвинтарі завжди упорядкована. Віктор Кібальчич був офіцером генеральського штабу УГА. По українсько-польській війні 1918-1919 рр. був Інтернований у Чехословаччині, закінчив Празький університет по фаху Інженер-землевпорядник. Повернувся на терени тодішньої Польщі і працював у містечку Пйотркові-Трибунальському. Тут він запізнався з дочкою ушковецького священника Максима Панасюка, яка там вчителювала. В 1930 р. вони поженилися. Вони часто приїздили в с. Ушковичі, де проводили свої дозвілля й відпочинок. Священник Панасюк дуже щиро й вірно приятелював з перемишлянським священником О. Ковчем і часто їздили один до одного в гості на свята.
Син сотника Кибальчича Ігор згадує: «У 1938 р. ми приїхали до діда Максима на різдвяні свята, 10 січня зібралися відвідати перемишлянського священника о. Ковча. Перед тим батько зайшов до перукарні і саме тут в нього стався інсульт. Далися взнаки тяжкі десять років служби в армії та по чужих таборах для інтернованих. На 45-му році життя його не стало. Лише 8 років прожив він у сімейних радостях. Але й вони були тривожними й небезпечними, бо це саме був час активної діяльності /УВО/ Української військової організації, до якої можливо був причетний і мій батько. Кажу так, бо до нього навідувалися люди, яких мама зовсім не знала, а на запитання, хто вони, відповідав: «Це мої то вариші по УГА. Вони проїздили до нас. Про них не треба говорити».
Знаю тільки, що батько особисто і добре знав сотника УГА, Юліана Головінського, головного провідника УВО, з яким був у Чехо-Словаччині. І як штабний офіцер, міг допомагати йому у складанні певних бойових операцій у дні, коли добирався з Пьорткова в Ушковичі і зворотно. До речі у спогадах бойовика УВО Григорія Книша про Юліана Головінського сказано, що багато операцій для бойовиків розроблялися секретно на проборстві священника за Бібркою. Можливо що цей було в отця Панасюка. Впевнено одне знаю – це була сім’я справжніх і чесних патріотів України. Тому саме тут в с. Ушковичі було вирішено захоронити батька з усіма почестями, як сотника УГА.
Після деякої перерви, по смерті батька, мати знову почала вчителювати, але вже на Бродівщині. Сюди в с. Шнирів в 1940р. переїхав з Ушковичів мій дідусь, священник Максим Панасюк. Викликано це було тим, що при новій, тоталітарній радянській владі потрібно було свої національно-патріотичні діяння приховати від надто допитливих, безжалісних энкаведистів. А потім почалася війна з нацистською Німеччиною. З села почали масово вивозити молодих людей на роботи у «фагерлянд». Українські хлопці і дівчата ставали рабами.  З тим ніяк не міг погодитися мій дідусь, отець Максим. Після кожної німецької облави він їхав у Броди і там, у великого начальства, просив повернути молодь у село. Хлопці і дівчата поверталися до своїх домівок, що вкрай не подобалося місцевій владі, яку німці сварили за невиконання людського контингенту.

### Замах на о. Максима Панасюка
У цю справу вмішалися гестапо і влаштувало замах на дідуся. В лютому 1943 р. коли він на фірі повертався з Бродів, домовившись про чергове звільнення молоді, забраної з села, на нього наїхала вантажна автомашина і він тут же, при штучній катастрофі помер. Чудом лишилися живими бабця, моя мама і фірман дідуся. Максима Панасюка поховали в селі Шнирові, Бродівського району. Тут треба відмітити, що дружина священника максима Панасюка – Анна Панасюк була з родини славних Леонтовичів, в селі Шнирові з гробовець родини Леонтовичів. Священник Максим Панасюк довгий час був на парафії в Станимирі Перемишлянського району, син Панасюка Богдан був лікарем і служив деякий час в українській дивізії «Галичина». На цвинтарі с. Ушковичів недалеко могили сотника Кібильчича поховано двох летунів УГА. Колись на цій могилі був напис і прізвище відважних летунів, але табличку хтось розбив і все потонуло у безпам’ятстві. Дай Боже, щоби добрі люди встановили і повернули належну пам’ять героям, небесним воякам УГА, яких було і не так й багато. 
З 1938 року і до кінця свого життя / помер 1982 р./ парохом с. Ушкович був о. Іван Кінаш. Похований на цвинтарі с. Ушковичі. В 1982 році в церкву прийшов православний священник о. Йосиф Петрущак, він служив до 1991 року.

### Наші часи
В 1991 р. греко-католицька (Уніатська) Церква легалізувалася, громада села Ушкович поділилася на греко-католиків і православних. Храм залишився за уніатами. Православні пішли в Чуперносівський православний храм. Парохом греко-католицької церкви став Б. Горбаль, який служив до 1999 р. З 1999 р. парохом греко-католицької громади с. Ушкович служив о. Юрій Кошпіта. 

## Населення

### Мова
Розподіл населення за рідною мовою за даними перепису 2001 року:
| Мова       | Кількість | Відсоток |
| ---------- | --------- | -------- |
| українська | 554       | 99.82%   |
| російська  | 1         | 0.18%    |
| Усього     | 555       | 100%     |